# Ежи (монумент)
Ежи́ (или Противота́нковые ежи́) — монумент, установленный в 1966 году на 23-м километре Ленинградского шоссе в Химкинском районе Московской области на въезде в Москву.

## История
Монумент «Ежи» был торжественно открыт 6 декабря 1966 года на 23-м километре Ленинградского шоссе в Химкинском районе Московской области. Дата открытия приурочена к 25-летию разгрома немецкой армии под Химками. Композиция расположена на месте, где в 1941 году был дан отпор немецкому наступлению. Перед установкой памятника комсомольцы более трёх месяцев проводили подготовительные работы: осушали болотистую местность, устанавливали сваи. Произведение архитекторов А. А. Агафонова, И. П. Ермишина, А. Михе и инженера К. М. Михайлова, выполненное из трёх различных материалов — железа, камня и железобетона, воздвигнуто благодарными потомками в честь четырёх московских и одной иваново-вознесенской дивизий народного ополчения, которые в осенние дни 1941 года защищали границы Западного фронта на случай прорыва обороны.
В 2011 году была завершена комплексная реставрация монумента. Ранее реставрационные и профилактические работы проводились в 2003 и 2005 годах.
В ознаменование 70-летия Победы в Великой Отечественной войне 1 мая 2015 года опытные российские специалисты установили на композиции 3D-подсветку. Благодаря ярко-красным и белым световым лучам прибывающие из аэропорта «Шереметьево» гости столицы могут издалека полюбоваться монументом и стелой, находящейся поблизости.
Руководитель администрации Химок Владимир Слепцов прокомментировал «обновление» памятника:
Обновление монумента необычайно важно: это память, которую мы должны хранить и чтить. «Ежи» – визитная карточка Химок, Подмосковья, Москвы и России. Сегодня этот символ Великой Победы стал ещё более торжественным и грандиозным.

## Описание
Монументальная композиция состоит из трёх частей. В центре размещены 3 десятиметровые копии противотанковых ежей, которые в годы войны служили надёжной защитой от вторжения немецких бронетанковых частей на территорию Москвы. Перед «Ежами» размещена каменная плита с выполненной из цветного стекла и керамики картой обороны столицы и надписью: «В последний час. Поражение немецких войск под Москвой. …6 декабря 1941 года войска нашего западного фронта, измотав противника в предшествующих боях, перешли в контрнаступление против его фланговых группировок. В результате начатого наступления обе эти группировки разбиты, и поспешно отходят, бросая технику, вооружение, и неся огромные потери… СовИнформБюро, декабрь 1941».
Неотъемлемой частью композиции является высокая гранитная стела с изображением солдат и рабочих, защищавших страну от нацистских захватчиков. Также на памятной стене высечены имена авторов памятника и надпись: «…И врагу никогда не добиться, чтоб склонилась твоя голова…», взятые из стихов, написанных в критические дни 1941 года защитником Москвы младшим лейтенантом Марком Лисянским, которые позже стали гимном города-героя.